# Philipp Witkop
Philipp Witkop (* 17. April 1880 in Kleinenberg, Kreis Büren; † 18. Dezember 1942 in Freiburg im Breisgau) war ein deutscher Literaturwissenschaftler und ab 1910 Professor für neuere deutsche Literatur an der Albert-Ludwigs-Universität in Freiburg im Breisgau.

## Leben
Witkop wurde als Sohn eines Kleinbauern geboren. 1882 zog seine Familie ins Ruhrgebiet, wo sein Vater in Gelsenkirchen ein Kolonialwarengeschäft übernahm. Witkop besuchte das Realgymnasium in Gelsenkirchen-Schalke und das Gymnasium in Essen. Ab 1898 studierte er Rechts- und Staatswissenschaft in Marburg, München, Kiel, Tübingen, Freiburg/Br. und Heidelberg. 1903 promovierte er in Freiburg zum Dr. rer. pol. Nach einer kurzen Tätigkeit bei der Arbeiterwohlfahrt in München und Berlin nahm er sein Studium wieder auf und studierte von Ostern 1905 an Philosophie in Heidelberg. 1907 Promotion zum Dr. phil. 1909 Habilitation an der Universität Heidelberg (Ästhetik und Neuere deutsche Literatur). 1909 Professur für Neuere deutsche Literaturgeschichte in Freiburg/Br., wo er am 18. Dezember 1942 starb.
Bernhard Witkop (1917–2010), ein Sohn von Philipp Witkop, war ein international einflussreicher Professor für Chemie.

## Werk

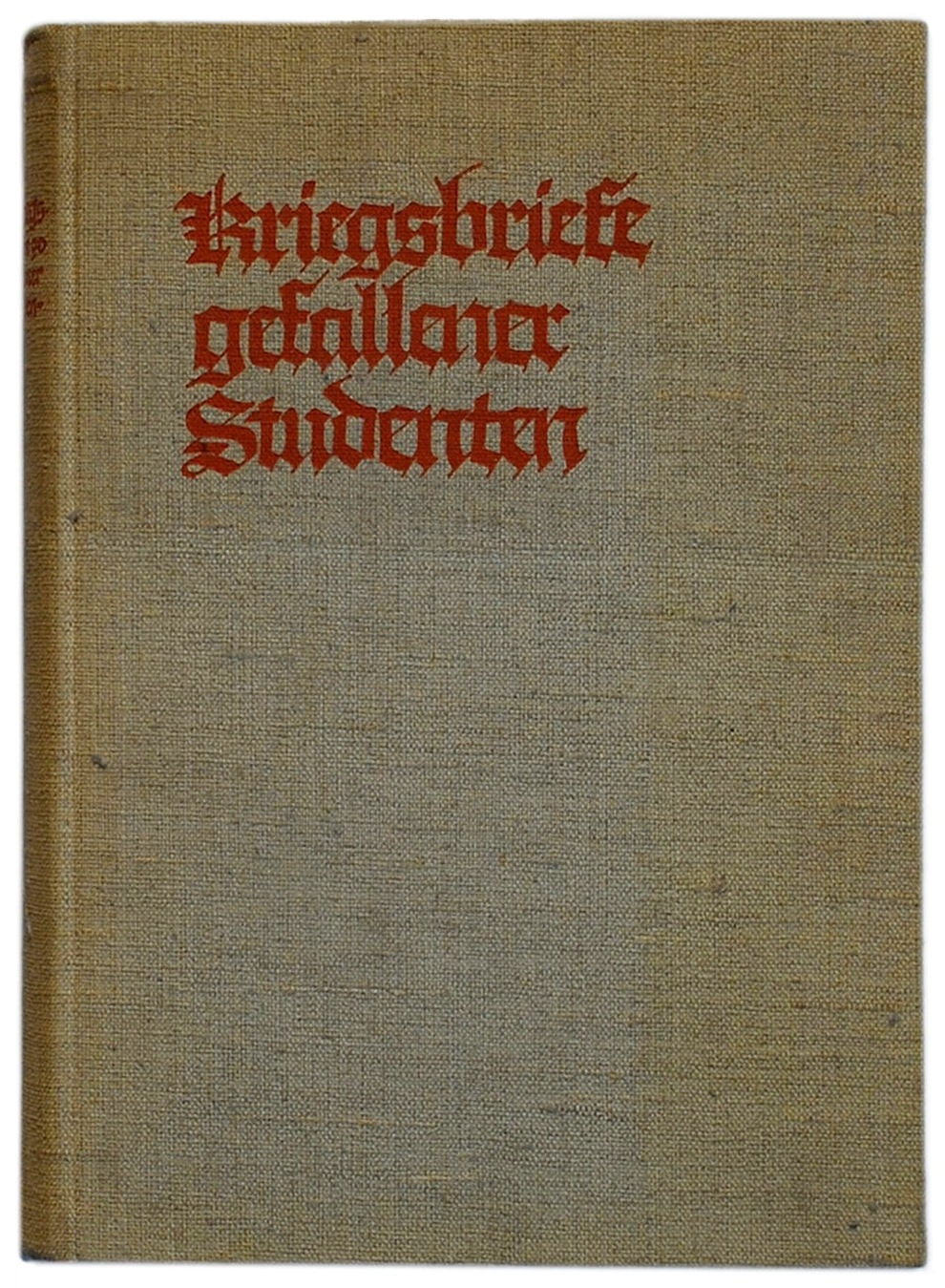
Zeitgenössischer Einband von Witkops Hauptwerk (5. Auflage)

Witkops Dissertation beschäftigte sich mit der Arbeiterbildung, die fortan sein Hauptanliegen wurde. 1916 wurde er zum Kriegsdienst eingezogen und war bis zum Ende des Ersten Weltkrieges Herausgeber der »Kriegszeitung der 7. Armee«.
Witkop nahm in der Kriegsliteratur eine zentrale Stellung ein. Sein bekanntestes Werk, Kriegsbriefe deutscher Studenten – darin u. a. Briefe von Walther Harich – wurde ab 1918 unter dem Titel »Kriegsbriefe gefallener Studenten« herausgegeben, erlebte zahlreiche Auflagen und wurde in andere Sprachen übersetzt. 
Witkop war einer der ersten Literaturwissenschaftler, der Vorlesungen über Thomas Mann hielt. Zwischen beiden entspann sich ein angeregter Briefwechsel, wie z. B. auch am 12. März 1913, als Mann ihm einen Brief über seine neue Novelle Der Tod in Venedig schrieb: „Über meine Novelle höre ich andauernd von allen Ecken und Enden Beifälliges, ja Bewunderndes. Noch nie war die unmittelbare Teilnahme so lebhaft – und so sind zu meiner Freude die Stimmen dabei, auf die es ankommt. Es scheint, daß mir hier einmal etwas vollkommen geglückt ist, – ein glücklicher Zufall, wie sich versteht. Es stimmt einmal Alles, es schießt zusammen, und der Kristall ist rein.“